# Corduan

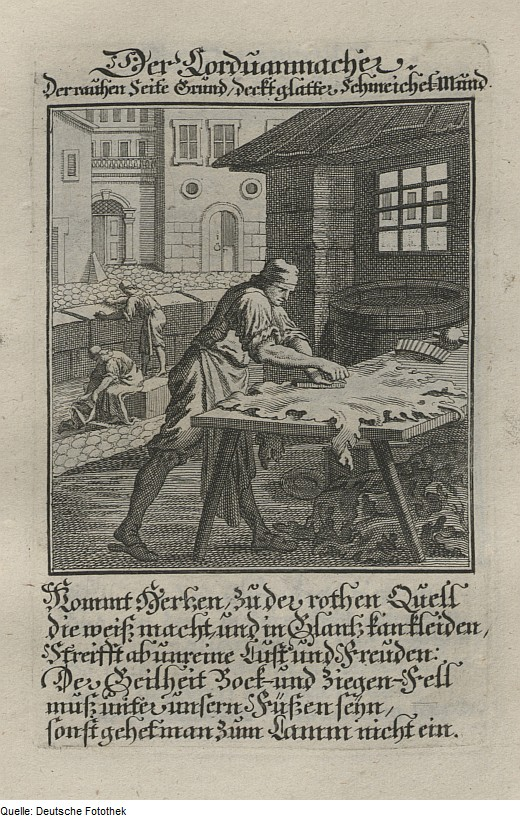
Der Korduanmacher, aus dem Ständebuch Christoph Weigels d. Ä. von 1698.

Das Corduan oder Korduan(-leder) (von frz. Cordouel Córdoba, über mhd. korduwân, kurdiwân), auch Cordovan genannt, ist ein mit Gerber-Sumach und Galläpfeln gegerbtes, geschmeidiges, weiches, feinnarbiges Leder aus Bock-, Ziegen- oder Schaffellen, das vorwiegend in der Buchbinderei, Etuismacherei, der Feintäschnerei und Schuhmacherei verarbeitet wurde. Anders als das Saffian wird Corduan nicht geglänzt, sondern nur gekrispelt und ist feiner genarbt. Auch Schuhe aus diesem Leder wurden bisweilen synonym bezeichnet.
Korduaner oder Korduanmacher wurden die Gerber und Schuhmacher genannt, die vor allem Corduan verarbeiteten.
Im angloamerikanischen Sprachraum wird heute auch vielfach Pferdeleder als Cordovan bezeichnet.

## Geschichte
Die Verarbeitungstechnik des Corduan entwickelte sich in Nordafrika und dem Nahen Osten. Das adīm genannte Produkt war bereits in vorislamischen Zeiten ein wichtiges Exportprodukt Arabiens und der Levante. In etlichen Städten bildete sich die Spezialisierung auf eine Farbe heraus, z. B. blauer Corduan in Tokat, roter in Diyarbakır und Bagdad, gelber in Mossul und Ninive und schwarzer in Şanlıurfa.
Die Produkte gelangten über Handelswege nach Spanien und Italien. Ab dem 11./12. Jahrhundert tauchten die latinisierten Bezeichnungen corduanus, cordewan u. Ä. auf, abgeleitet vom Namen der spanischen Stadt Córdoba, in der sich frühzeitig diese Verarbeitungstechnik verbreitet hatte. 
Im Mittelalter bildete sich ein Corduanhandel heraus, bei denen die Felle in Ostindien, Kleinasien und Ungarn gegerbt wurden und dann in Europa weiterverarbeitet wurden:
- In Kleinasien (Sadak, Ouchat, Smyrna) gefertigte Corduans über Venedig nach Europa
- Rohleder aus der Levante zur Weiterverarbeitung nach Leipzig
- Rohleder mit den Schiffen der Hanse aus dem Baltikum nach Danzig und Lübeck zur Weiterverarbeitung

### Das Handwerk der Corduaner im deutschen Sprachraum
Die Corduanmacher gehören der Zunft der Gerber an. Im deutschen Sprachraum fand dieses spezialisierte Handwerk erst im ausgehenden Mittelalter Verbreitung. Zu Hauptorten der Corduanmacherei entwickelten sich dort Hamburg, Lübeck, Stettin, Danzig und Leipzig.
Die ersten Corduanmacher übten häufig auch das Handwerk der Lederfärberei aus, was dazu führte, dass sich bei ihnen im Gegensatz zu den anderen Gerbern weitreichende Fähigkeiten entwickelten. Insofern hatten sie innerhalb der Gerberzünfte ein vergleichsweise hohes Prestige. Andere verarbeiteten ihre Leder selbst weiter zu Kleinlederwaren und Schuhen, sodass im Spätmittelalter vielerorts auch Schuhmacher die Bezeichnung Corduaner oder Kordewaner trugen.
Überliefert ist, dass die Lehrzeit eine verhältnismäßig lange und demnach teure war. Nach einer vierjährigen Lehrzeit (Meisterssöhne drei Jahre) wurden sie zum Gesellen; um Meister zu werden, waren zwei Wanderjahre sowie zwei weitere Jahre Gesellentätigkeit an dem Ort, an welchem sie sich niederlassen wollten, erforderlich.
Corduaner waren vielfach auch im Handelsstand anzutreffen, da sie ihre Waren auf Vorrat herstellen konnten. Vielfach übernahmen sie auch Erzeugnisse aus Gewerken, denen sie ihre Leder lieferten, zum Weiterverkauf, wie Etuis, Gürtler- und Täschnerartikel. Mit dem Beginn der Mechanisierung in der Gerberei und der Einführung der Gerbung mit Metallsalzen (Chromgerbung) im 19. Jahrhundert verschwanden die spezialisierten Gerberhandwerke und damit auch der Corduanmacher.

## Corduansorten

### Türkischer oder weißer Corduan
Auch Seraglio genannt; Hauptherstellungszentrum im deutschen Sprachraum war Leipzig. Die immer sehr hellen narbenfreien ungefärbten Bockleder wurden aus Italien bezogen und vor Ort geglättet, fassoniert und gefärbt.

### Schwarzer Corduan
Haupterzeugungsorte waren Spanien, Flandern, Avignon, Paris, Lyon, Limoges und Rouen. Die Güte des spanischen wurde am höchsten geschätzt, vom Corduan aus Rouen jedoch optisch übertroffen. Von minderer Qualität galten im 18. Jahrhundert schwarze Corduane aus der Levante. Gehandelt wurde schwarzer Corduan nach Gewicht.

### Farbiger Corduan
Im Gegensatz zu schwarzem Corduan wurde dieser nach Stücken gehandelt. Der Herstellungsschwerpunkt lag in der Levante um Smyrna und Aleppo.

### Rauchschwarzer Corduan
Die Bezeichnung rauchschwarz hat nichts mit Rauch zu tun, sondern leitet sich von rau ab: Im Gegensatz zur üblichen Zurichtung der Narbenseite als Schauseite wird beim rauchschwarzen Corduan die raue Unterseite (Aasseite) des Leders als Schauseite zugerichtet. Er wurde zu Kleinlederwaren vorzugsweise für Trauerausstattungen verarbeitet oder zu Schuhwerk für empfindliche Füße. Im 18. Jahrhundert wurde er auch sämisches Leder genannt.

### Glatter Corduan
Meist aus Ziegen-, gelegentlich auch Bockleder, sehr leicht und dünn. Er wird nur einseitig zugerichtet und kommt bei der Buchbinderei und Etuimacherei zum Einsatz, da hier die Rückseite auf ein Trägermaterial kaschiert und so uninteressant ist. Die Oberfläche wird eher matt zugerichtet.

### Glatter Bock-Corduan
Kräftiger als die anderen Corduans und besonders zur Verarbeitung in der Schuhmacherei geeignet. Als beste und dementsprechend teuerste Qualitäten wurden die besonders großen Bock-Corduans aus der Türkei und Ungarn gehandelt.

## Qualitätsstufen
Es wurden vier Qualitätsstufen unterschieden:
I. Danziger
Die allerfeinste Qualität; sie ist auf der zugerichteten Seite tiefschwarz, auf der Narbenseite fast weiß, dabei sehr weich und mollig im Griff und relativ geruchsfrei.
II. Lübecker
Sehr fein, jedoch nicht ganz so tiefschwarz bzw. hell wie der Danziger und auch nicht ganz so mollig und weich im Griff, mit leicht bockigem Geruch. Die Rohleder für Danziger wie auch Lübecker Corduan kamen vorwiegend über die seit den Zeiten der Hanse eingeführten Handelsrouten aus dem Baltikum.
III. Türkische
Weniger fein und weich, weniger intensiv gefärbt und mit einem gewissen Geruch. Die Rohleder kamen meist über Handelsrouten von Kleinasien über Italien nach Leipzig und wurden dort weiterverarbeitet.
IV. Leipziger
Die einfachste Qualität aus einheimischen Bockfellen, oft mit einem nicht besonders aparten Bocksgeruch.

## Begriffliches
Der Beruf des Corduaners hat sich im deutschen Sprachraum erhalten in Familiennamen wie Corduan, Cordua, Korduan, Kordewang, in Italien Cordebisi oder in Frankreich Cordouanier.
Im Zentrum von Stockholm gibt es die Straße Karduansmakargatan (deutsch: Corduanmacherstraße), in Göteborg die Karduansmakaregatan und in Östhammar die Karduansmakaregränd (deutsch: Corduanmachergasse); auch in Münster gibt es eine Korduanenstraße. 